# Michaelsburg

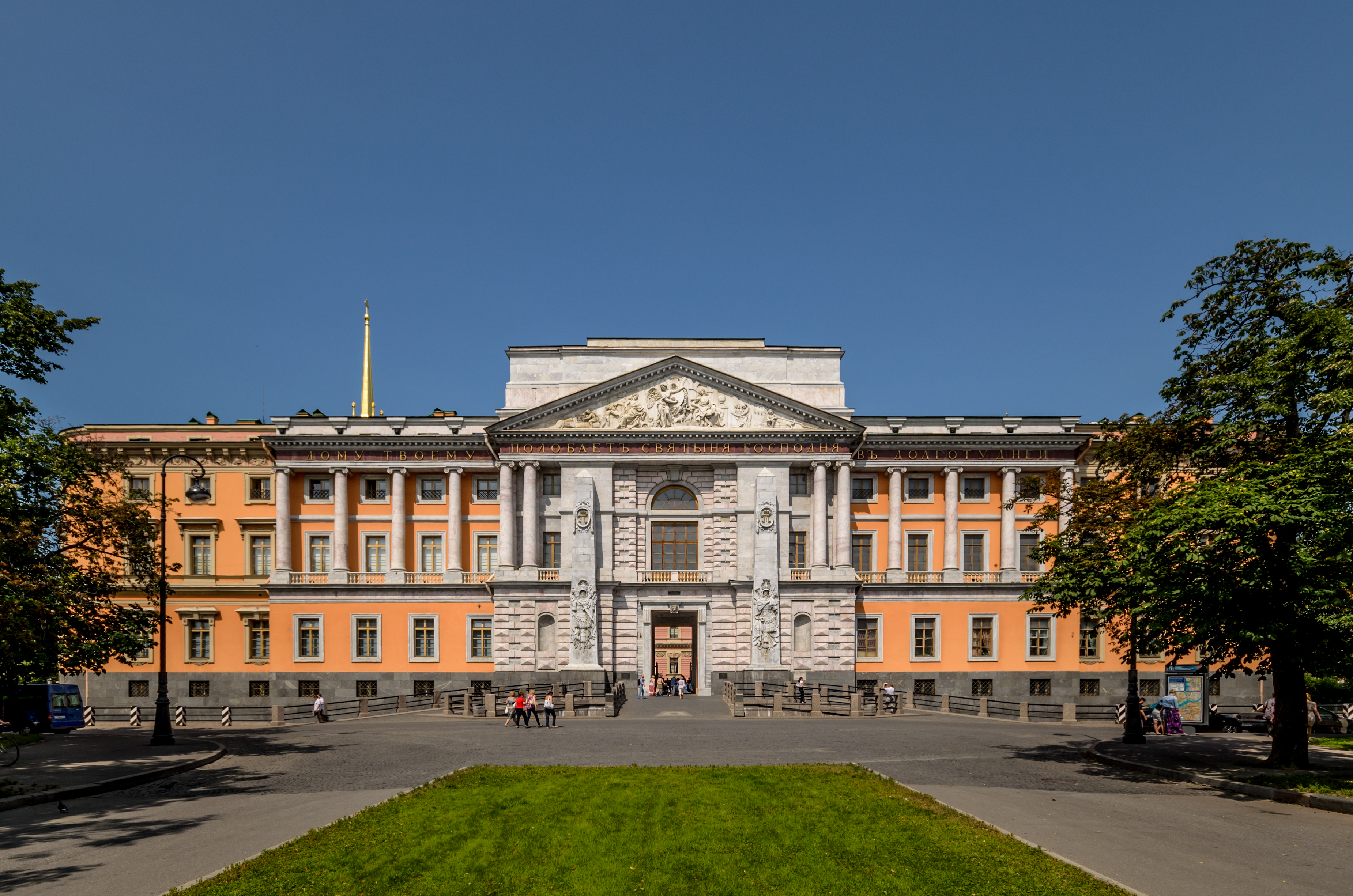
Michaelsburg Südfassade

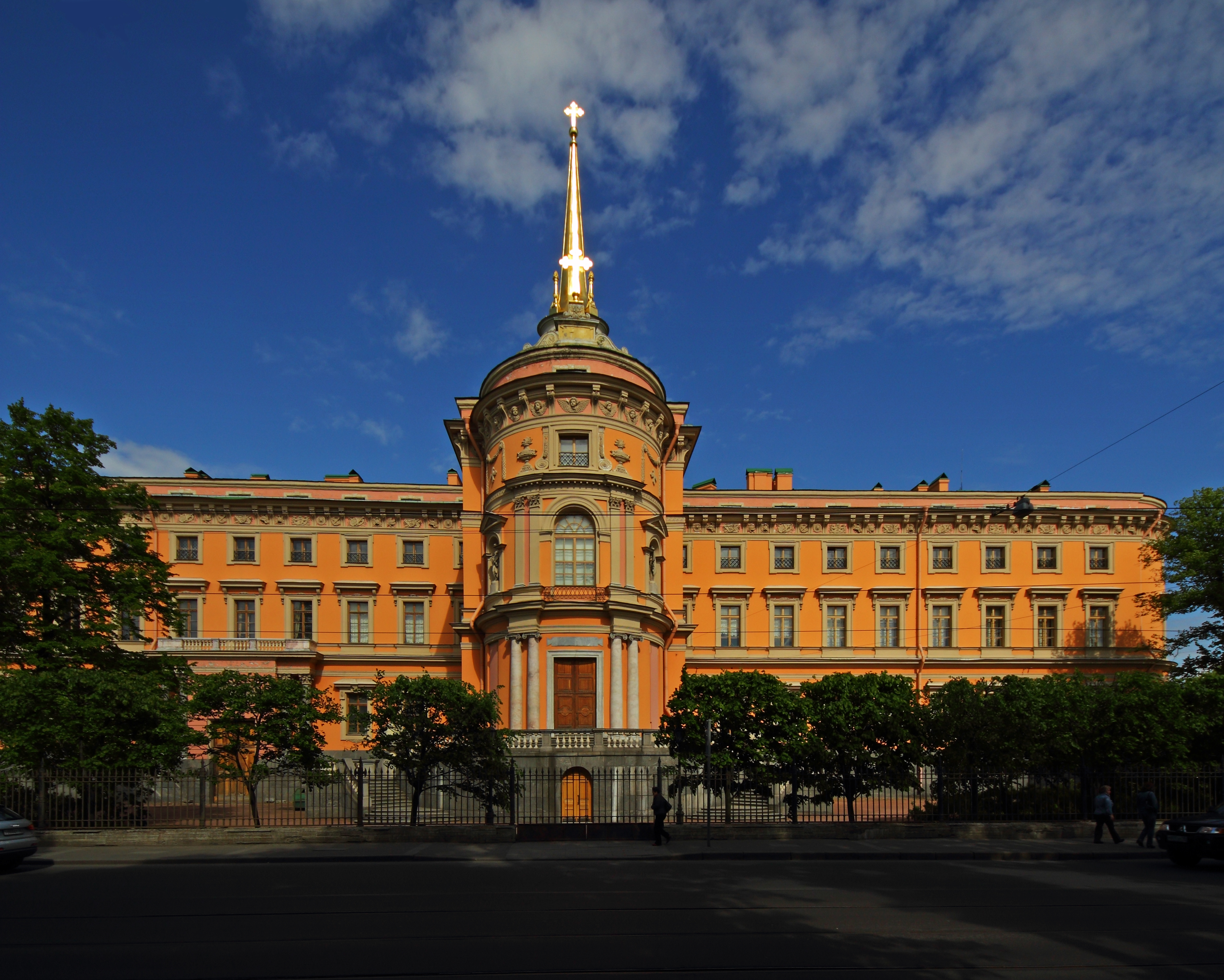
Westfassade

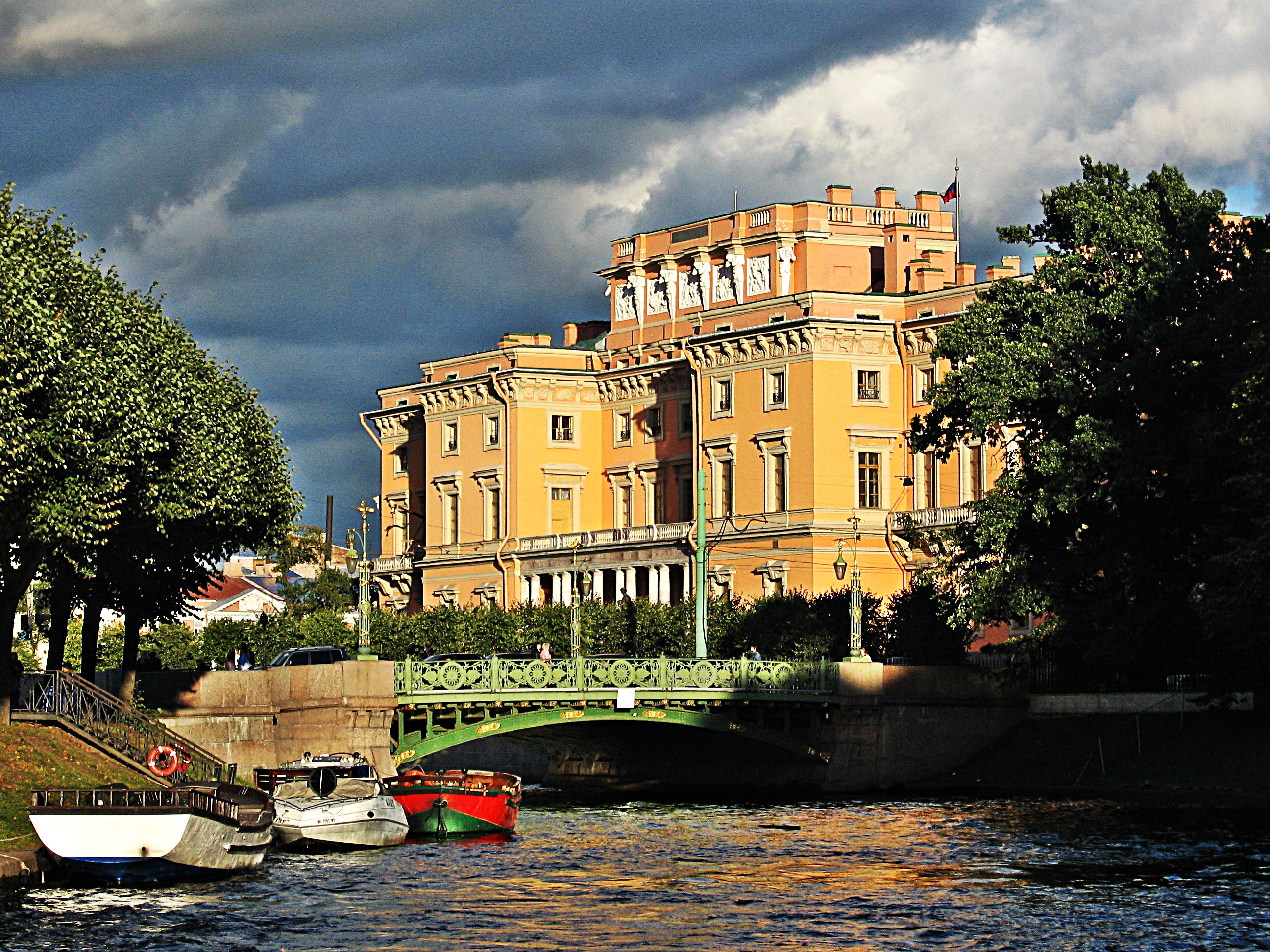
Nordfassade

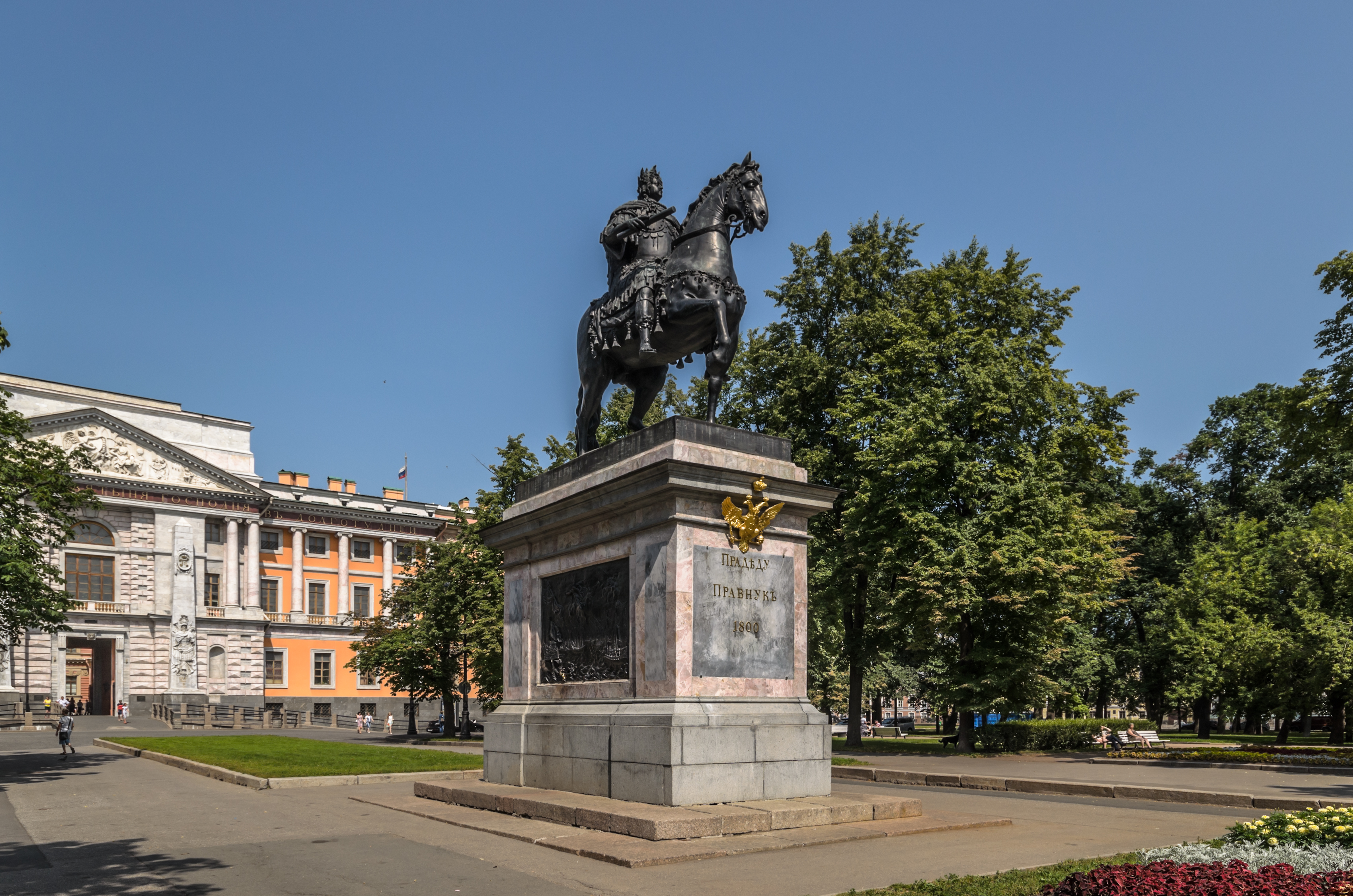
Reiterstandbild Peter der Große vor der Michaelsburg

Die Michaelsburg (russisch Миха́йловский за́мок, Michailowski samok) ist eine ehemalige Zarenresidenz in Sankt Petersburg im Stil des Klassizismus. Das Bauwerk ist aufgrund seiner früheren Nutzung auch bekannt als Ingenieur-Schloss. Es dient heute als Museum. Die Michaelsburg  ist nach dem Erzengel Michael benannt.

## Geschichte
Die Michaelsburg wurde 1797 bis 1801 von den Architekten  Vincenzo Brenna und Wassili Iwanowitsch Baschenow auf Geheiß des russischen Zaren Paul I. an der Stelle des abgerissenen hölzernen Sommerpalasts der Zarin Elisabeth errichtet. Der Zar fürchtete sich vor einem Attentat. Das Gebäude ließ er durch Zugbrücken und Gräben schützen. Ein unterirdischer Gang verband das neue Domizil mit den Kasernen auf dem Marsfeld. Am 1. Februar 1801 wurde die Michaelsburg für kurze Zeit zur Residenz der Zarenfamilie, bis dort in der Nacht des 12. Märzjul. / 24. März 1801greg. Zar Paul I. ermordet wurde. Von seiner Familie wollte fortan niemand mehr dort wohnen. Zwei Jahrzehnte stand der Bau leer, sodass 1820 die Hauptingenieurschule einziehen konnte. Daher rührt der zweite Name der Burg: das Ingenieur-Schloss. 1838 bis 1843 studierte hier Fjodor Michailowitsch Dostojewski. Von den 1820er Jahren bis in die 1840er Jahre wurde der größte Teil der Einrichtung beschädigt oder weggeschafft. Im Jahr 1855 wurde eine Reihe von Apartments im Gebäude der Nikolaewskaja Ingenieur-Akademie überlassen. Bis 1917 beherbergte die Michaelsburg das Haupt-Ingenieur-Department des Ministeriums für Verteidigung. Ab 1918 folgten weitere militärische Nutzungen. 
Im Zweiten Weltkrieg erlitt die Michaelsburg erhebliche Schäden durch Luftangriffe. Es wurden in verschiedenen Etappen ab 1947 umfangreiche Restaurierungsarbeiten durchgeführt. Seit 1994 zeigt die Michaelsburg eine Ausstellung des Staatlichen Russischen Museums und beherbergt eine Bibliothek. In der Galerie hängen Portraitgemälde bekannter Petersburger Persönlichkeiten.

## Gestaltung
Die Michaelsburg ist aus Backstein errichtet. Sie liegt zwischen Moika und Fontanka. Das quadratische Gebäude mit einem achteckigen Innenhof war ursprünglich von Wassergräben geschützt worden, die 1823 aufgefüllt wurden. 
Die südliche Hauptfassade hat einen ionischen Portikus. Die Nordfassade ist auf den Sommergarten ausgerichtet. Die offene Terrasse ist mit dorischen Marmorsäulen, einer großen Granit-Treppe und mit Bronzestatuen von Herkules und Flora geschmückt, es handelt sich um Kopien antiker Skulpturen. Von der Innenausstattung ist das Originaldekor der Vordertreppe, des Thronsaals, der Galerie Rafael sowie der Schlosskirche teilweise erhalten geblieben. 
Die Schlosskirche ist dem Erzengel Michael geweiht. Sie gilt als typisches Beispiel für den Klassizismus Brennas. Nach einer Legende habe Zar Paul I. von dem Erzengel Michael geträumt. Dieser habe ihm befohlen, zu seinen Ehren eine Kirche zu errichten.
Vor dem Schloss steht eine Bronzestatue Peters des Großen, dargestellt im Cäsarengewand mit dem Marschallstab des Heerführers in der Rechten.  Bartolomeo Rastrelli hatte sie bereits 1719 im Auftrag des Zaren entworfen, fand aber nicht die Gnade des Herrschers. Erst 1747 ließ Elisabeth, die Tochter Peters, die leicht veränderte Statue in Bronze gießen. Nun war inzwischen der Zeitgeschmack über diese Form von Idealisierung hinweggegangen und es dauerte erneut ein halbes Jahrhundert, bis das Denkmal im Jahr 1800 vor dem neuerbauten Michaelsschloss einen Platz fand. Zar Paul I. ließ in Anspielung auf die am Ehernen Reiter angebrachte Widmung die Inschrift „Dem Urgroßvater, der Urenkel“ anbringen.